# Analiza konkurencji
Analiza konkurencji – identyfikacja oraz monitorowanie obecnych i potencjalnych konkurentów danego przedsiębiorstwa w celu poznania ich strategii, planów i celów, słabych i mocnych stron oraz wzorców działań. Analiza konkurencji obejmuje w szczególności porównanie portfolio produktowego przedsiębiorstwa do asortymentu konkurentów.
Według Philipa Kotlera można analizować konkurencję na czterech poziomach:
- konkurencja w ramach marki – inne przedsiębiorstwa oferujące zbliżony produkt i usługi dla tych samych klientów w podobnej cenie;
- konkurencja w ramach gałęzi – wszystkie przedsiębiorstwa wytwarzające podobne produkty (bez względu na zróżnicowanie klientów i cen);
- konkurencja w ramach formy produktu – wszystkie przedsiębiorstwa, które produkują dobra służące temu samemu celowi;
- konkurencja ogólna – wszystkie przedsiębiorstwa, które konkurują o tę samą część siły nabywczej konsumentów.

Po zdefiniowaniu konkurentów dokonuje się analizy:
- strategii konkurentów
- celów przedsiębiorstw konkurencyjnych
- oceny silnych i słabych stron konkurentów
- oceny wzorców reakcji konkurentów

Analiza tych elementów stwarza możliwość lepszego przygotowania strategii działania i realizacji założonych celów. Analiza konkurencji (ang. competitor analysis) czasami uważana jest za synonim analizy konkurencyjności (ang. competitive intelligence).